# Makoto Takeya
Makoto Takeya (japanisch 竹谷 睦 Takeya Makoto; * 27. Juli 1977 in der Präfektur Kanagawa) ist ein ehemaliger japanischer Fußballspieler.

## Karriere
Takeya erlernte das Fußballspielen in der Schulmannschaft der Toko Gakuen High School. Seinen ersten Vertrag unterschrieb er 2001 bei den Mito HollyHock. Der Verein spielte in der zweithöchsten Liga des Landes, der J2 League. Für den Verein absolvierte er 19 Ligaspiele. Ende 2001 beendete er seine Karriere als Fußballspieler.